# DEGI
Deutsche Gesellschaft fur Immobilienfonds (DEGI) este un fond de investiții în proprietăți imobiliare, parte a Aberdeen Property Investors Group din Scoția.
Fondul de investiții DEGI, una dintre cele mai importante companii germane de administrare a proprietăților, deține mai multe dezvoltări imobiliare în România.
DEGI a fost cumpărat de Aberdeen Property Investors Holding care a devenit astfel unul dintre cei mai mari jucători de pe piața europeană, cu un portofoliu de aproximativ 20 de miliarde de euro și peste 600 de angajați în 12 țări.
În anul 2007, a achiziționat pentru 110 milioane de euro cele trei imobile de birouri din portofoliul britanicilor de la Charlemagne Capital (Millennium Business Center, PGV Tower și Construdava).
În septembrie 2008, a preluat centrul comercial Iris din cartierul Titan din București de la grupul Avrig 35.
Tranzacția s-a ridicat la aproximativ 140 de milioane de euro.
În iulie 2008, a achiziționat compania Interalfa, proprietarul suprafețelor comerciale din hipermarketul Auchan.